# 刘宝忠 (1911年)
刘宝忠（1911年—1996年4月），中华人民共和国政治人物。
担任天津汉沽化学工厂电气班班长、车间主任。1954年，当选第一届全国人民代表大会代表。后担任天津化工厂实验室副主任。1996年去世。